# Bertil von Wachenfeldt
Bertil von Wachenfeldt (Suecia, 4 de marzo de 1909-30 de septiembre de 1995) fue un atleta sueco especializado en la prueba de 4x400 m, en la que consiguió ser medallista de bronce europeo en 1938.

## Carrera deportiva
En el Campeonato Europeo de Atletismo de 1934 ganó la medalla de bronce en los relevos de 4x400 metros, llegando a meta en un tiempo de 3:16.6 segundos, tras Alemania y Francia, y también el bronce en los 400 metros.
Cuatro años después, en el Campeonato Europeo de Atletismo de 1938 volvió a ganar la medalla de bronce en los relevos de 4x400 metros, llegando a meta en un tiempo de 3:17.3 segundos, tras Alemania (oro con 3:13.7 segundos que fue récord de los campeonatos) y Reino Unido (plata con 3:14.9 segundos).